# Richebourg, Pas-de-Calais

Richebourg este o comună în departamentul Pas-de-Calais, Franța. În 1 ianuarie 2022 avea o populație de 2.653 de locuitori.